# Обем на вниманието
Обем на вниманието (на английски: attention span, span of attention) е количеството време, което човек прекарва, концентрирайки се върху дадена дейност, преди да започне да се разсейва. Разсейването се случва, когато вниманието е неконтролируемо отклонено към друго занимание или усещане. Повечето педагози и психолози са на мнение, че способността за фокусиране и запазване на вниманието в пълен обем е от ключово значение да постигането на целите на човека. Тренирането на вниманието се смята за част от образователния процес, по-конкретно как обучаемите се тренират да остават фокусирани на дадена разглеждана тема или дискусия в рамките на продължителни периоди, като в процеса развиват уменията си да слушат и анализират информация.
Оценките за дължината на периодите, в които вниманието се проявява в пълен обем, варират в големи граници и зависят от точната дефиниция за понятието „внимание“, която се използва.
- Временно внимание е краткосрочен отговор на стимул, който привлича или отвлича вниманието за кратък период от време. Учените не са постигнали консенсус за точния обем на временното внимание при хората.
- Избирателно продължително внимание, също известно и като фокусирано внимание, е степента на внимание, която се изразява в последователни резултати от изпълнението на някакво действие в рамките на период от време. Обичайно оценките на обема на вниманието в този случай при здрави тийнейджъри и възрастни хора варира от 10 до 20 минути, но за тези оценки няма емпирични доказателства. Хората са способни да избират съзнателно да се съсредоточават и подновяват вниманието си на едно и също занимание. Тази способност за рефокусиране позволява на хората да следят с внимание занимания, които продължават много повече от 10 – 20 минути, например гледането на продължителен филм. По-големите деца са способни на по-дълги периоди на внимание, отколкото по-малките. Едно съобщение цитира среден обем на вниманието при децата, съответно, 7 минути за 2-годишните, 9 минути за 3-годишните, 12 минути при 4-годишните и 14 минути при 5-годишните.

При занимания, които изискват отделяне на време за свършване на определена задача, типът занимание, което се използва в теста, оказва влияние върху резултатите, тъй като хората като цяло са способни по-дълго време да отделят внимание когато правят неща, които намират за приятни или намират за тях вътрешна мотивация. Вниманието нараства в случаите, когато човекът е способен да изпълнява действията с лекота, в сравнение със случаите, когато изпълнява действията с усилия или тепърва се учи да ги изпълнява. Умората, гладът, шумът и емоционалният стрес намаляват обема на вниманието към задачата. Според разпространени оценки, продължителното внимание върху занимание, което човек сам си е избрал, варира от 5 минути при двегодишните деца, до максимум около 20 минути при по-големи деца и възрастни.
След като загуби интерес към дадена тема, човек може да си го възвърне след почивка, извършване на друг вид дейност, умствено разнообразяване или съзнателен избор да се фокусира отново в темата.